# Río Tonto
El río Tonto es un río de México, un importante afluente del río Papaloapan; aporta el 20% del caudal medio de este. Proviene de la sierra de Zongolica y sirve de límite tanto a los municipios de Tres Valles y Cosamaloapan como entre los estados de Veracruz y de Oaxaca.
De 1949 a 1955 el río Tonto fue embalsado (478 km²) en la presa Miguel Alemán, donde se genera electricidad. Vierte sus aguas en el municipio de San Miguel Soyaltepec, reiniciando su recorrido, al que se le suman, por la izquierda, el río Chichicazapa y el río de Enmedio, siguiendo su curso unos 5 km más en tierras oaxaqueñas, hasta unirse con el río Amapa, en el Ámate, donde forma la línea limítrofe entre el estado de Veracruz y el municipio de Tres Valles (en un tramo de aproximadamente 20 km) y con la congregación de Texas (unos 10 km más), perteneciente al municipio de Cosamaloapan donde tributa sus aguas al Papaloapan poco después del puente "Caracol",a la altura de Tuxtepec, Oaxaca que sigue su marcha hasta la barra de Alvarado.
En su curso por el municipio de Tres Valles discurre a las orillas de pequeñas propiedades y de los ejidos Paso Corral, Las Marías, Paraíso Río Tonto y Zapote Colorado, y sus aguas sirven de abasto al Ingenio Tres Valles y a la fábrica de papel, también a la de pegamento Pennsilvania.
Es considerado uno de los ríos más antiguos. Es tan profundo que sus aguas superficiales parecen no correr, sin embargo, llevan una gran velocidad en su interior. El paisaje que circunda al río se caracteriza por las plantaciones de caña y algunos ranchos ganaderos, existiendo potencial para el desarrollo de proyectos de ecoturismo.